# Le Mesnil-Gilbert
Le Mesnil-Gilbert is een gemeente in het Franse departement Manche (regio Normandië) en telt 154 inwoners (1999). De plaats maakt deel uit van het arrondissement Avranches.

## Geografie
De oppervlakte van Le Mesnil-Gilbert bedraagt 8,0 km², de bevolkingsdichtheid is 19,3 inwoners per km².
De onderstaande kaart toont de ligging van Le Mesnil-Gilbert met de belangrijkste infrastructuur en aangrenzende gemeenten.

## Demografie
Onderstaande figuur toont het verloop van het inwonertal (bron: INSEE-tellingen).

1. ↑  Populations de référence 2022.